# Campeonato Mundial de Waterpolo Masculino de 2017
El XVII Campeonato Mundial de Waterpolo Masculino se celebró en Budapest (Hungría) entre el 17 y el 29 de julio de 2017 dentro del XVII Campeonato Mundial de Natación El evento fue organizado por la Federación Internacional de Natación (FINA) y la Federación Húngara de Natación.
Las competiciones se realizaron en las piscinas del Centro Nacional de Natación Alfréd Hajós de la capital húngara.
Un total de dieciséis selecciones nacionales afiliadas a la FINA compitiron por el título mundial, cuyo anterior portador era el equipo de Serbia, vencedor del Mundial de 2015. 
La selección de Croacia se adjudicó la medalla de oro al derrotar en la final al equipo anfitrión con un marcador de 6-8. En el partido por el tercer puesto el conjunto de Serbia venció al de Grecia.

## Grupos
| Grupo A    | Grupo B   | Grupo C   | Grupo D        |
| ---------- | --------- | --------- | -------------- |
| Brasil     | Francia   | España    | Estados Unidos |
| Montenegro | Australia | Serbia    | Japón          |
| Kazajistán | Italia    | Grecia    | Croacia        |
| Canadá     | Hungría   | Sudáfrica | Rusia          |

## Fase preliminar
- Todos los partidos en la hora local de Hungría (UTC+2).

El primero de cada grupo se clasifica directamente para los cuartos de final; el segundo y el tercero pasan a disputar los octavos de final.

### Grupo A
| Equipo     | J | G | E | P | GF | GC | DG  | PTS |
| ---------- | - | - | - | - | -- | -- | --- | --- |
| Montenegro | 3 | 2 | 1 | 0 | 35 | 18 | +17 | 5   |
| Brasil     | 3 | 1 | 1 | 1 | 17 | 22 | -5  | 3   |
| Kazajistán | 3 | 1 | 0 | 2 | 17 | 28 | -11 | 2   |
| Canadá     | 3 | 0 | 2 | 1 | 23 | 24 | -1  | 2   |

- Resultados

| Fecha | Hora  | Partido    | Partido | Partido    | Resultado |
| ----- | ----- | ---------- | ------- | ---------- | --------- |
| 17.07 | 09:30 | Brasil     | -       | Kazajistán | 6-2       |
| 17.07 | 10:50 | Montenegro | -       | Canadá     | 8-8       |
| 19.07 | 18:50 | Canadá     | -       | Kazajistán | 9-10      |
| 19.07 | 21:30 | Brasil     | -       | Montenegro | 5-14      |
| 21.07 | 17:30 | Brasil     | -       | Canadá     | 6-6       |
| 21.07 | 18:50 | Montenegro | -       | Kazajistán | 13-5      |

### Grupo B
| Equipo    | J | G | E | P | GF | GC | DG  | PTS |
| --------- | - | - | - | - | -- | -- | --- | --- |
| Hungría   | 3 | 2 | 1 | 0 | 35 | 19 | +16 | 5   |
| Italia    | 3 | 2 | 1 | 0 | 40 | 23 | +17 | 5   |
| Australia | 3 | 1 | 0 | 2 | 19 | 36 | -17 | 2   |
| Francia   | 3 | 0 | 0 | 3 | 26 | 42 | -16 | 0   |

- Resultados

| Fecha | Hora  | Partido   | Partido | Partido   | Resultado |
| ----- | ----- | --------- | ------- | --------- | --------- |
| 17.07 | 12:10 | Francia   | -       | Italia    | 9-18      |
| 17.07 | 20:10 | Australia | -       | Hungría   | 3-13      |
| 19.07 | 09:30 | Francia   | -       | Australia | 10-11     |
| 19.07 | 20:10 | Hungría   | -       | Italia    | 9-9       |
| 21.07 | 20:10 | Francia   | -       | Hungría   | 7-13      |
| 21.07 | 21:30 | Australia | -       | Italia    | 5-13      |

### Grupo C
| Equipo    | J | G | E | P | GF | GC | DG  | PTS |
| --------- | - | - | - | - | -- | -- | --- | --- |
| Serbia    | 3 | 3 | 0 | 0 | 43 | 16 | +27 | 6   |
| Grecia    | 3 | 2 | 0 | 1 | 32 | 20 | +12 | 4   |
| España    | 3 | 1 | 0 | 2 | 28 | 23 | +5  | 2   |
| Sudáfrica | 3 | 0 | 0 | 3 | 11 | 55 | -44 | 0   |

- Resultados

| Fecha | Hora  | Partido   | Partido | Partido   | Resultado |
| ----- | ----- | --------- | ------- | --------- | --------- |
| 17.07 | 13:30 | España    | -       | Grecia    | 7-8       |
| 17.07 | 17:30 | Serbia    | -       | Sudáfrica | 21-5      |
| 19.07 | 10:50 | Sudáfrica | -       | Grecia    | 2-18      |
| 19.07 | 12:10 | España    | -       | Serbia    | 5-11      |
| 21.07 | 09:30 | España    | -       | Sudáfrica | 16-4      |
| 21.07 | 10:50 | Serbia    | -       | Grecia    | 11-6      |

### Grupo D
| Equipo         | J | G | E | P | GF | GC | DG  | PTS |
| -------------- | - | - | - | - | -- | -- | --- | --- |
| Croacia        | 3 | 3 | 0 | 0 | 38 | 21 | +17 | 6   |
| Rusia          | 3 | 1 | 0 | 2 | 34 | 32 | +2  | 2   |
| Japón          | 3 | 1 | 0 | 2 | 29 | 38 | -9  | 2   |
| Estados Unidos | 3 | 1 | 0 | 2 | 28 | 38 | -10 | 2   |

- Resultados

| Fecha | Hora  | Partido        | Partido | Partido | Resultado |
| ----- | ----- | -------------- | ------- | ------- | --------- |
| 17.07 | 18:50 | Estados Unidos | -       | Croacia | 7-12      |
| 17.07 | 21:30 | Japón          | -       | Rusia   | 8-15      |
| 19.07 | 13:30 | Rusia          | -       | Croacia | 8-10      |
| 19.07 | 17:30 | Estados Unidos | -       | Japón   | 7-15      |
| 21.07 | 12:10 | Estados Unidos | -       | Rusia   | 14-11     |
| 21.07 | 13:30 | Japón          | -       | Croacia | 6-16      |

## Fase final
- Todos los partidos en la hora local de Hungría (UTC+1).

|  | Clasif. a cuartos | Clasif. a cuartos |            |         | Cuartos de final | Cuartos de final |        |              | Semifinales  | Semifinales |  |  | Final       | Final       |
|  | 23 de julio       | 23 de julio       |            |         | 25 de julio      | 25 de julio      |        |              | 27 de julio  | 27 de julio |  |  | 29 de julio | 29 de julio |
|  |                   |                   |            |         |                  |                  |        |              |              |             |  |  |             |             |
|  |                   |                   |            |         |                  |                  |        |              |              |             |  |  |             |             |
|  |                   |                   |            |         |                  |                  |        |              |              |             |  |  |             |             |
|  | Montenegro        | 7                 |            |         |                  |                  |        |              |              |             |  |  |             |             |
|  | Montenegro        | 7                 | Grecia     | 14      |                  |                  |        |              |              |             |  |  |             |             |
|  |                   | Grecia            | Grecia     | 14      | 12               |                  |        |              |              |             |  |  |             |             |
|  | Japón             | Grecia            | 4          |         | 12               | Grecia           | 5      |              |              |             |  |  |             |             |
|  | Japón             |                   | 4          |         |                  | Grecia           | 5      |              |              |             |  |  |             |             |
|  |                   |                   |            | Hungría | 7                |                  |        |              |              |             |  |  |             |             |
|  | Hungría           | 14                |            | Hungría | 7                |                  |        |              |              |             |  |  |             |             |
|  | Hungría           | 14                | España     | 10      |                  |                  |        |              |              |             |  |  |             |             |
|  |                   | Rusia             | España     | 10      | 5                |                  |        |              |              |             |  |  |             |             |
|  | Rusia             | Rusia             | 11         |         | 5                | Hungría          | 6      |              |              |             |  |  |             |             |
|  | Rusia             |                   | 11         |         |                  | Hungría          | 6      |              |              |             |  |  |             |             |
|  |                   |                   |            | Croacia | 8                |                  |        |              |              |             |  |  |             |             |
|  | Serbia            | 15                |            | Croacia | 8                |                  |        |              |              |             |  |  |             |             |
|  | Serbia            | 15                | Brasil     | 3       |                  |                  |        |              |              |             |  |  |             |             |
|  |                   | Australia         | Brasil     | 3       | 5                |                  |        |              |              |             |  |  |             |             |
|  | Australia         | Australia         | 8          |         | 5                | Serbia           | 11     | Tercer lugar | Tercer lugar |             |  |  |             |             |
|  | Australia         |                   | 8          |         |                  | Serbia           | 11     | Tercer lugar | Tercer lugar |             |  |  |             |             |
|  |                   |                   |            | Croacia | 12               |                  |        |              |              |             |  |  |             |             |
|  | Croacia           | 12                |            | Croacia | 12               |                  |        |              |              |             |  |  |             |             |
|  | Croacia           | 12                | Kazajistán | 7       |                  |                  | Grecia | 8            |              |             |  |  |             |             |
|  |                   | Italia            | Kazajistán | 7       | 9                |                  | Grecia | 8            |              |             |  |  |             |             |
|  | Italia            | Italia            | 12         |         | 9                | Serbia           | 11     |              |              |             |  |  |             |             |
|  | Italia            |                   | 12         |         |                  | Serbia           | 11     |              |              |             |  |  |             |             |

### Clasificación a cuartos
| Fecha | Hora  | Partido    | Partido | Partido   | Resultado |
| ----- | ----- | ---------- | ------- | --------- | --------- |
| 23.07 | 13:30 | Brasil     | -       | Australia | 3-8       |
| 23.07 | 15:00 | Kazajistán | -       | Italia    | 7-12      |
| 23.07 | 20:30 | Grecia     | -       | Japón     | 14-4      |
| 23.07 | 22:00 | España     | -       | Rusia     | 10-11     |

### Cuartos de final
| Fecha | Hora  | Partido    | Partido | Partido   | Resultado |
| ----- | ----- | ---------- | ------- | --------- | --------- |
| 25.07 | 14:50 | Montenegro | -       | Grecia    | 7-12      |
| 25.07 | 16:10 | Serbia     | -       | Australia | 15-5      |
| 25.07 | 20:30 | Hungría    | -       | Rusia     | 14-5      |
| 25.07 | 22:00 | Croacia    | -       | Italia    | 12-9      |

### Semifinales
| Fecha | Hora  | Partido | Partido | Partido | Resultado |
| ----- | ----- | ------- | ------- | ------- | --------- |
| 27.07 | 20:30 | Grecia  | -       | Hungría | 5-7       |
| 27.07 | 22:00 | Serbia  | -       | Croacia | 11-12     |

### Tercer lugar
| Fecha | Hora  | Partido | Partido | Partido | Resultado |
| ----- | ----- | ------- | ------- | ------- | --------- |
| 29.07 | 15:00 | Grecia  | -       | Serbia  | 8-11      |

### Final
| Fecha | Hora  | Partido | Partido | Partido | Resultado |
| ----- | ----- | ------- | ------- | ------- | --------- |
| 29.07 | 20:30 | Hungría | -       | Croacia | 6-8       |

### Partidos de clasificación
5.º a 8.º lugar
| Fecha | Hora  | Partido    | Partido | Partido | Resultado |
| ----- | ----- | ---------- | ------- | ------- | --------- |
| 27.07 | 13:30 | Montenegro | -       | Rusia   | 9-8       |
| 27.07 | 15:00 | Australia  | -       | Italia  | 4-8       |

Séptimo lugar
| Fecha | Hora  | Partido | Partido | Partido   | Resultado |
| ----- | ----- | ------- | ------- | --------- | --------- |
| 29.07 | 12:00 | Rusia   | -       | Australia | 7-10      |

Quinto lugar
| Fecha | Hora  | Partido    | Partido | Partido | Resultado |
| ----- | ----- | ---------- | ------- | ------- | --------- |
| 29.07 | 13:30 | Montenegro | -       | Italia  | 5-4       |

## Medallero
| Croacia | Hungría | Serbia |
| Marko Bijač Ivan Buljubašić Andro Bušlje Loren Fatović Xavier García Maro Joković Ivan Krapić Luka Lončar Marko Macan Ivan Marcelić Anđelo Šetka Sandro Sukno Ante Vukičević | Ádám Decker Attila Decker Balázs Erdélyi Miklós Gór-Nagy Balázs Hárai Norbert Hosnyánszky Krisztián Manhercz Tamás Mezei Viktor Nagy Béla Török Márton Vámos Dénes Varga Gergő Zalánki | Milan Aleksić Miloš Ćuk Filip Filipović Nikola Jakšić Dušan Mandić Branislav Mitrović Stefan Mitrović Duško Pijetlović Gojko Pijetlović Andrija Prlainović Sava Ranđelović Viktor Rašović Nemanja Ubović |
| Ivica Tucak (seleccionador) | Tamás Märcz (seleccionador) | Dejan Savić (seleccionador) |

## Estadísticas

### Clasificación general
| 1. Croacia         |
| 2. Hungría         |
| 3. Serbia          |
| 4. Grecia          |
| 5. Montenegro      |
| 6. Italia          |
| 7. Australia       |
| 8. Rusia           |
| 9. España          |
| 10. Japón          |
| 11. Kazajistán     |
| 12. Brasil         |
| 13. Estados Unidos |
| 14. Francia        |
| 15. Canadá         |
| 16. Sudáfrica      |

### Máximos goleadores
| N.º | Nombre                  | Selección | Goles | Tiros | %      | Partidos jugados |
| --- | ----------------------- | --------- | ----- | ----- | ------ | ---------------- |
| 1   | Ioannis Funtulis        | Grecia    | 23    | 55    | 41,8 % | 7                |
| 2   | Seiya Adachi            | Japón     | 16    | 37    | 43,2 % | 6                |
| 2   | Sandro Sukno            | Croacia   | 16    | 28    | 57,1 % | 6                |
| 2   | Márton Vámos            | Hungría   | 16    | 32    | 50,0 % | 6                |
| 5   | Andrija Prlainović      | Serbia    | 15    | 30    | 50,0 % | 6                |
| 6   | Francesco Di Fulvio     | Italia    | 14    | 42    | 33,3 % | 7                |
| 6   | Dénes Varga             | Hungría   | 14    | 31    | 45,2 % | 6                |
| 8   | Serguei Lisunov         | Rusia     | 13    | 27    | 48,1 % | 7                |
| 8   | Mehdi Marzouki          | Francia   | 13    | 34    | 38,2 % | 5                |
| 8   | Daniil Merkulov         | Rusia     | 13    | 30    | 43,3 % | 7                |
| 8   | Vincenzo Renzuto Iodice | Italia    | 13    | 29    | 44,8 % | 7                |

Fuente: 